# Etaf Al-Sawi
Etaf Nabeel Al-Sawi (en árabe: عطاف نبيل الصاوي‎) (8 de enero de 2003) es una futbolista jordano-palestina que juega como mediocampista en el Al-Nassr y en la selección nacional de fútbol de Palestina.

## Trayectoria
Al-Sawi es la hija de Nabil Al-Sawi, un palestino-jordano que fue su primer entrenador de fútbol. Mantiene las nacionalidades palestina y jordana. 
Al-Sawi jugó al fútbol en el Al-Nassr, de Arabia Saudita. Con este club ganó el título de la Premier League femenina en su primera edición. Al-Sawi fue una de las estrellas más destacadas del equipo. En fútbol sala Al-Sawi jugó en Baréin y allí ganó el título de la liga femenina de ese país.
En abril de 2023, Al-Sawi consiguió su primera convocatoria a la selección absoluta femenina palestina para participar en un doble partido amistoso contra Arabia Saudita. El 2 de mayo de 2023, Al-Sawi anunció en su Instagram que se retiraba del equipo por motivos personales y expresó su intención de representar a Palestina en el futuro.
El estilo de juego de Al-Sawi es muy versátil, ocupa la posición de creador de juego y, además, domina las posiciones de la línea defensiva.